# Tartarsås

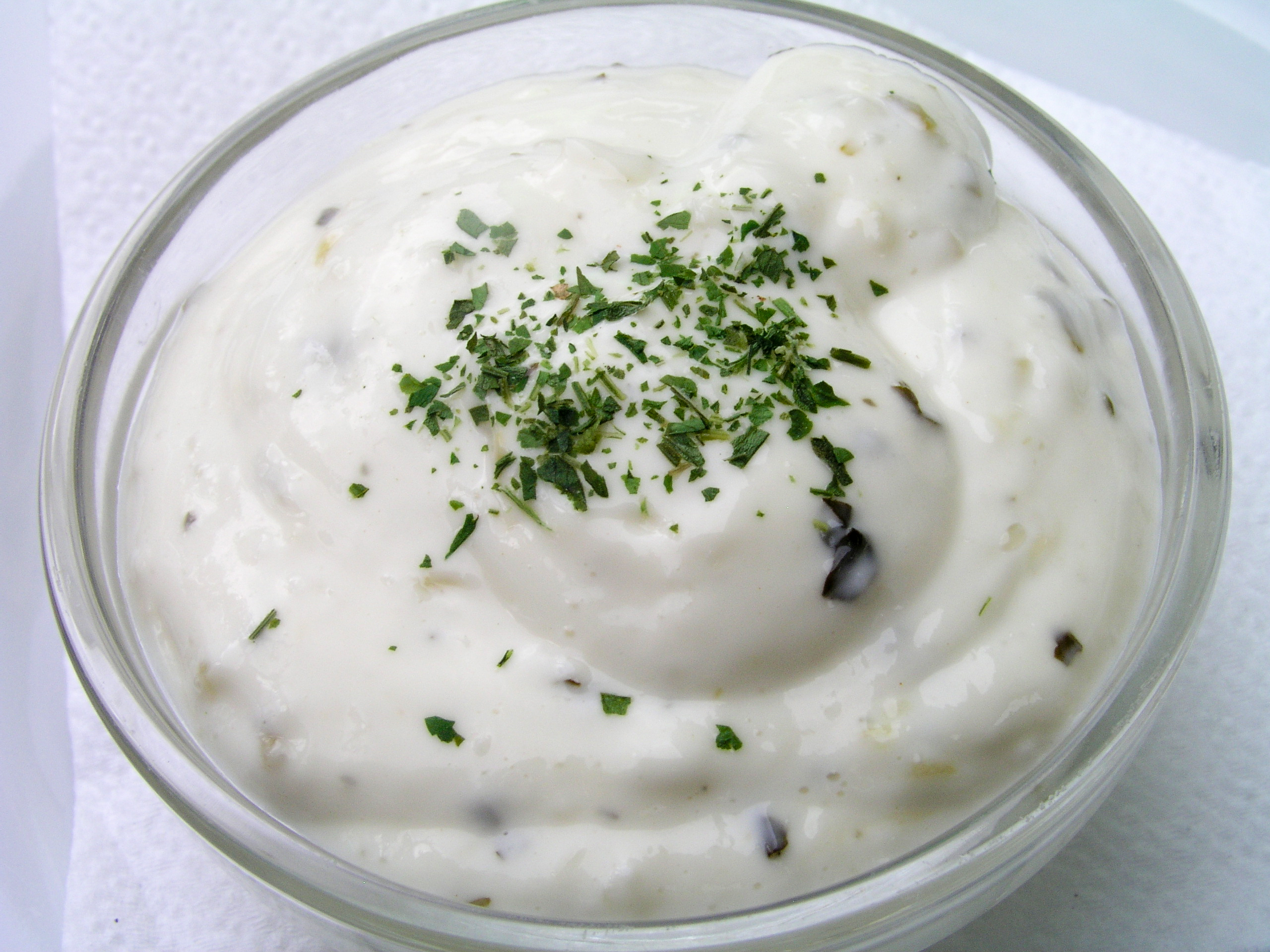
Tartarsås.

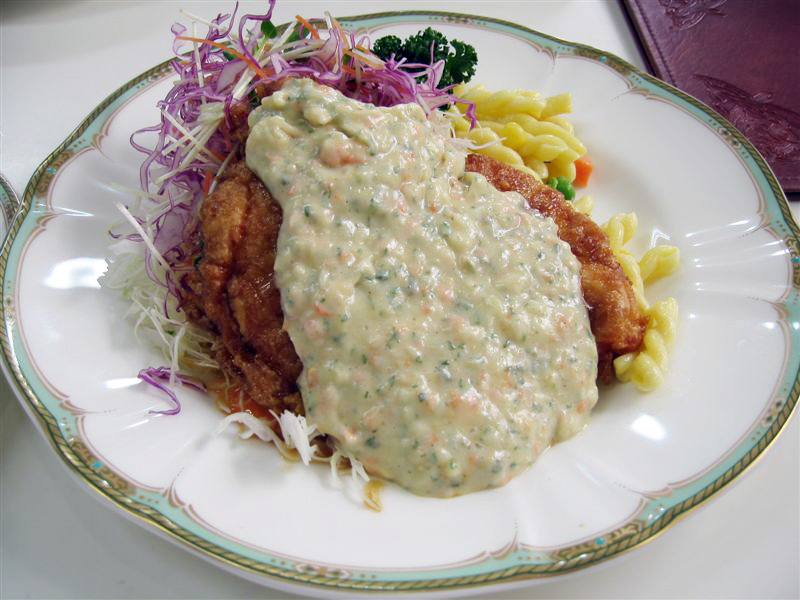
Kyckling med sås.

Tartarsås, sauce tartare, är en kall sås som i grundreceptet görs av endast majonnäs, äggula och gräslök. I modern matlagning är den dock i allmänhet kompletterad med ytterligare ingredienser, exempelvis persilja, vitvinsvinäger, kapris, senap eller finhackad gurka. Tartarsås används till panerad fisk eller kyckling.
På 1800-talet var såsen ett populärt tillbehör till biffar av rå finmalen oxfilé, så kallad tartarbiff eller råbiff. Maträtten fick sitt namn av att man felaktigt trodde att tatarerna åt rått kött, och såsen fick i sin tur sitt namn av biffarna.